# Remy Thorne
Reminton Hunter Thorne (Miami, Florida; 22 de diciembre de 1995), más conocido como Remy Thorne, es un actor, escritor y luchador de artes marciales mixtas estadounidense.

## Primeros años
Remy Thorne nació en Miami, Florida, y tiene tres hermanas, Bella, Dani, y Kaili, que también están involucradas en la actuación. Remy ha pasado mucho tiempo en Nueva York y Los Ángeles. Él reside en ambas costas para cumplir su sueño de actuar. Él comparte el sueño con sus hermanas.
Además de actuar, Remy ama a su lobo híbrido llamado el vudú, su cocker spaniel llamado Pyro, la lectura y la natación. También le encanta pasar tiempo con sus hermanas en uno de sus juegos imaginativos o mejorar la comedia "Shows". Todos ellos toman clases de actuación en conjunto tres veces por semana y disfrutan de sus "deberes". A pesar de que Remy tiene muchos amigos, él considera a sus hermanas y sus perros mejores amigos. Remy es de ascendencia irlandesa, italiana y cubana.

## Carrera
Remy comenzó su carrera a los ocho meses como modelo. A la temprana edad, Remy consiguió su primer comercial a nivel nacional y no ha parado desde entonces. Ha aparecido en más de 27 comerciales, cientos de anuncios impresos, y recientemente comenzó su carrera como actor. Ha trabajado en la película Stuck on You (2003), en la presentación de MTV de Tarzán, y en la cadena Telemundo en español. También es conocido por la película Rubber (2010). 
Remy también ha escrito relatos y se han publicado en "Talent Writers Company".

## Filmografía
| Año  | Título                                             | Personaje          | Notas                         |
| ---- | -------------------------------------------------- | ------------------ | ----------------------------- |
| 2003 | Stuck on You                                       | MC Sideline Fan    |                               |
| 2006 | Four Kings                                         | Joven Bobby        | Episodio: "Piloto"            |
| 2006 | House                                              | Niño               | Episodio: "Meaning"           |
| 2006 | ER                                                 | Milo               | Episodio: "Scoop and Run"     |
| 2006 | Las Vegas                                          | Kevin              | Episodio: "White Christmas"   |
| 2007 | Protect and Serve                                  | Mike Borelli Jr    |                               |
| 2007 | Finishing the Game: The Search for a New Bruce Lee | Extra adicional    |                               |
| 2007 | Criminal Minds                                     | Joven Spencer Reid | Episodio: "Revelations"       |
| 2007 | Captivity                                          | Joven Gary         |                               |
| 2007 | Evin If                                            | Joven Matt         |                               |
| 2007 | Bad                                                | John Read          |                               |
| 2008 | Orgies and the Meaning of Life                     | Niño Baxter        |                               |
| 2008 | October Road                                       | Joven Eddie        | Episodio: "Stand Alone by Me" |
| 2008 | St. California                                     | Tommy              |                               |
| 2009 | First Strike                                       | Bo Tyler           |                               |
| 2009 | Miss March                                         | Joven Tucker       |                               |
| 2009 | Mental                                             | Joshua             | Episodio: "Piloto"            |
| 2010 | Rubber                                             | Zach               |                               |

## Vida personal
Él ha hecho amistad con una joven llamada Catherine Wambau que vivía en la aldea africana de Muthingitho. Se hizo amigo de ella a través de la "The Nomad Charities", que proporciona educación y refugio a los niños que han perdido a miembros de la familia en África.
Él tiene dos hermanas mayores, Kaili Thorne y Dani Thorne; además de una hermana menor, Bella Thorne. Los cuatro hermanos Thorne están involucrados en la actuación y el modelaje.
Es un chico activo que disfruta de una gran variedad de deportes como senderismo, ciclismo, Skateboarding y la dirt-boarding. Remy también disfruta de los juegos de lectura y video.
Es un fan de la serie de libros de Eragon de Christopher Paolini. Él recibió una copia edición especial de tapa dura del libro de un director que estaba trabajando.
Es un amante de los animales y tiene varias mascotas, incluyendo un cocker spaniel, un lobo híbrido y tres gatos.
Él y su familia están activos en el apoyo a The Charity Organisations Nomad, UNICEF y World Vision.